# Супербоул XLVII
Супербоул XLVII (англ. Super Bowl XLVII) — 47 решающая игра НФЛ по американскому футболу. Ежегодный матч между Национальной Футбольной Конференции (НФК) и Американской Футбольной Конференции (АФК). Матч прошел 3 февраля 2013 года. В матче встретились Сан-Франциско Форти Найнерс от НФК и Балтимор Рэйвенс от АФК. В присутствии 71024 человек Балтимор выиграл 34-31. Матч известен как Blackout bowl (с англ. Боул затемнение), из-за того, что в начале второй половины на стадионе отключилось освещение.

## Трансляция
В США игру транслировал CBS. 30-секундная реклама стоила 4 миллиона долларов США. В России игру транслировал НТВ-плюс.

## Ход матча

### Первая половина
Первая четверть завершилось со счетом 7-3 в пользу Балтимора. После этого два тачдауна от Балтимора (в том числе 56-ярдовый тачдаун) и филд гол под перерыв, сделал счет 21-6 в пользу Балтимора.

### Вторая половина
Вначале второй половины на стадионе выключился свет. Игра была остановлена на 34 минуты.
Возврат «кик-оффа» от Балтимора на 108 ярдов в тачдаун, сделал этот тачдаун самым длинным в истории супербоулов. Затем последовало время Сан-Франциско. «Форти Найнерс» набрали 17 очков подряд с помощью двух тачдаунов и одного филд гола. После этого счет стал 28-23 в пользу Балтимора. В четвёртой четверти Балтимор оформляет филд гол, а Сан-Франциско тачдаун. За 9 с половиной минут до конца счет 31-29 в пользу Балтимора. Затем Балтимор забивает филд гол увеличивая преимущество до 34-29. На последних секундах игрок Балтимора специально ушел в аут в своей зоне, давая 2 очка «Форти Найнерс» и счет 34-31 за несколько секунд до финала. Сан-Франциско не набрали очки и матч закончился.

## Статистика
Супербоул XLVII: Балтимор Рейвенс 34, Сан-Франциско Форти Найнерс 31
|                     | 1 | 2  | 3  | 4 | Общее количество |
| ------------------- | - | -- | -- | - | ---------------- |
| Балтимор (АФК)      | 7 | 14 | 7  | 6 | 34               |
| Сан-Франциско (НФК) | 3 | 3  | 17 | 8 | 31               |

в Мерседес-Бенц Супердоум в Новом Орлеане, Луизиана
- Дата : 3 февраля 2013 г.
- Погода в игре : Играли в помещении
- Посещаемость игры : 71 024
- Судья : Джером Богер

SF-Сан-Франциско, BAL-Балтимор
■ Первая четверть:
⊙ BAL-10:36-13-ярдовый тачдаун+экстрапоинт, Балтимор повел 7:0
⊙ SF-3:58-36-ярдовый филд гол, Балтимор ведет 7:3
■ Вторая четверть:
⊙ BAL-7:10-1-ярдовый тачдаун+экстрапоинт, Балтимор ведет 14:3
⊙ BAL-1:45-56-ярдовый тачдаун+экстрапоинт, Балтимор ведет 21:3
⊙ SF-0:00-26-ярдовый филд гол, Балтимор ведет 21-6
■ Третья четверть:
⊙ BAL-14:49-108-ярдовый возврат в тачдаун+экстрапоинт, Балтимор ведет 28-6
⊙ SF-7:20-31-ярдовый тачдаун+экстрапоинт, Балтимор ведет 28-13
⊙ SF-4:59-6-ярдовый тачдаун+экстрапоинт, Балтимор ведет 28-20
⊙ SF-3:10-34-ярдовый филд гол, Балтимор ведет 28-23
■ Четвёртая четверть:
⊙ BAL-12:54-19-ярдовый филд гол, Балтимор ведет 31-23
⊙ SF-9:57-15-ярдовый тачдаун+ не удачная 2-х очковая реализация, Балтимор ведет 31-29
⊙ BAL-4:19-38-ярдовый филд гол, Балтимор ведет 34-29
⊙ SF-0:04-игрок Балтимора выходит в аут в своей зоне для сейфти, Балтимор ведет 34-31.